# Австралийско-бразильские отношения
Австралийско-бразильские отношения — двусторонние дипломатические отношения между Австралией и Бразилией. Государства являются членами Кернской группы, Большой двадцатки и Всемирной торговой организации. Австралия и Бразилия — крупнейшие страны Южного полушария.

## История

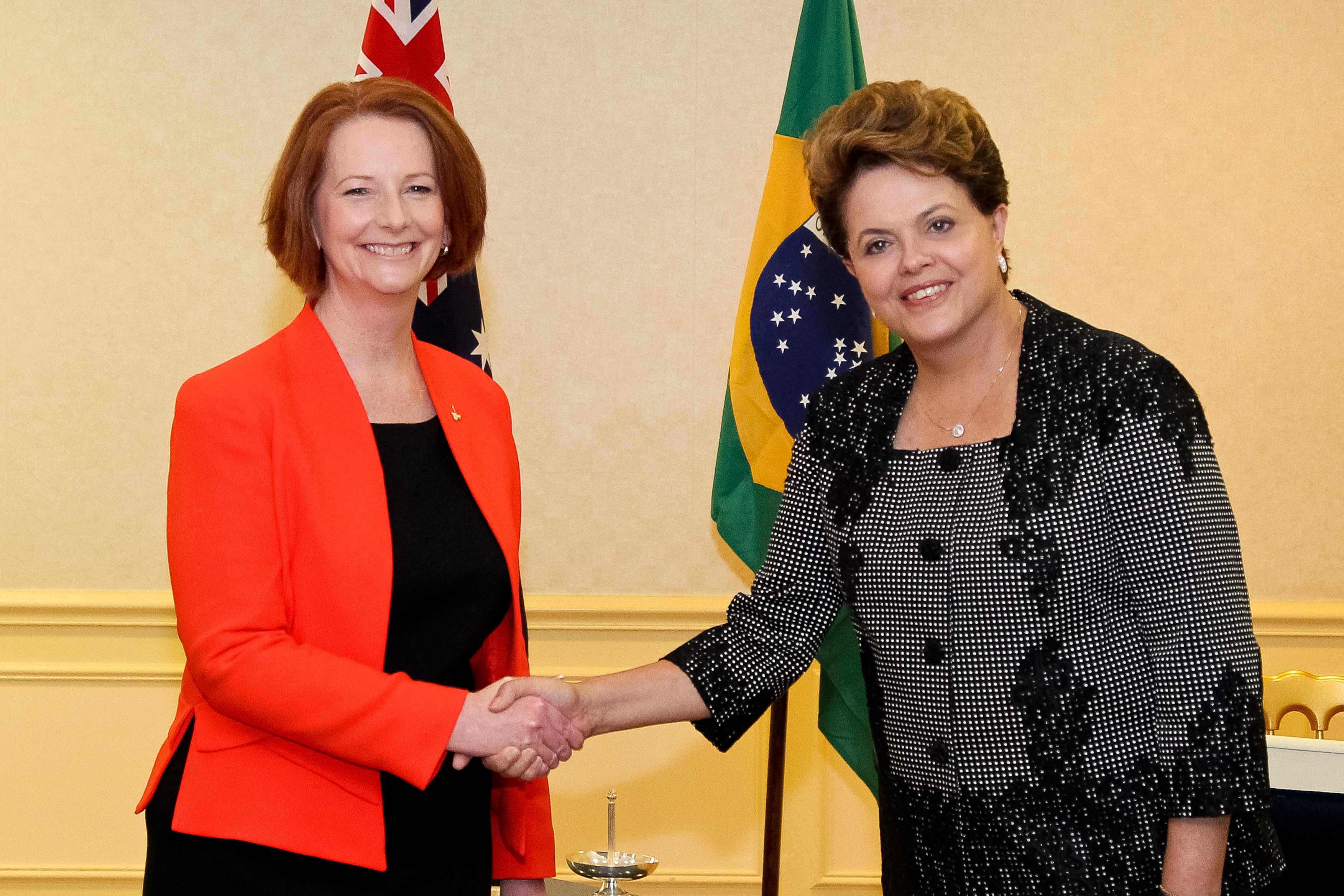
Премьер-министр Австралии Джулия Гиллард и президент Бразилии Дилма Русеф на саммит G-20 в Каннах в 2011 году.

В 1945 году были установлены дипломатические отношения между государствами. В следующем году Австралия открыла дипломатический офис в Рио-де-Жанейро, первое дипломатическое представительство в Латинской Америке, а Бразилия открыла дипломатический офис в Канберре. В 1990 году государства создали механизм политических консультаций Бразилии и Австралии, который придал новый импульс двусторонним отношениям.
В июне 2012 года премьер-министр Австралии Джулия Гиллард посетила Бразилию с официальным визитом, где провела переговоры с президентом Дилмой Русеф. Они обсудили расширение связей и рост роли двух стран в мире, договорились о повышении уровня отношений до стратегического партнерства. В ноябре 2014 года президент Бразилии Дилма Руссеф посетила Австралию для участия в саммите G-20 в Брисбене.
По состоянию на 2020 год в Австралии обучались бразильские студенты, по количеству которых находились на пятом месте среди всех иностранных студентов.
В 2019—2020 годах правительство Австралии оказало финансовую поддержку нескольким проектам в Бразилии, включая борьбу с бедностью, содействие трудоустройству бывших заключенных-женщин и помощь в связи с пандемией COVID-19.

## Двусторонние соглашения
Между государствами подписано несколько двусторонних соглашений, таких как: Торговое соглашение (1978 год); Договор об экстрадиции (1994 год); Меморандум о взаимопонимании в области сотрудничества в области здравоохранения (1998 год); Соглашение о воздушном сообщении (2010 год); Меморандум о взаимопонимании по сотрудничеству в области крупных спортивных мероприятий (2010 год); Соглашение о науке, технологиях и инновациях (2017 год) и Меморандум о взаимопонимании по водному сотрудничеству (2018 год).

## Торговля
В 2018 году объём товарооборота между государствами составил сумму 1,5 миллиарда долларов США. Экспорт Австралии в Бразилию: уголь, сырая нефть, никелевые руды и концентраты, и алюминий. Экспорта Бразилии в Австралию: лекарства, кофе, оборудование и детали для гражданского строительства, и туристические услуги. Бразилия является крупнейшим экспортным рынком Австралии в Латинской Америке со значительным отрывом, в том числе в сфере туризма, путешествий и услуг, связанных с образованием, и на Бразилию приходится половина прямых инвестиций Австралии в регион.

## Дипломатические представительства
- Австралия имеет посольство в Бразилиа и генеральное консульство в Сан-Паулу[5];
- У Бразилии есть посольство в Канберре и генеральное консульство в Сиднее[6].